# Amtsbezirk Amstetten
Der Amtsbezirk Amstetten war eine Verwaltungseinheit im Mostviertel in Niederösterreich.
Der Amtsbezirk war der Kreisbehörde in St. Pölten unterstellt und besorgte deren Amtsgeschäfte vor Ort. Die Zuständigkeit erstreckte sich neben Amstetten auf die damaligen Gemeinden Ardagger Markt, Ardagger Stift, Euratsfelden, Greinsfurth, Haag, Hausmening, Kollmitzberg, Neuhofen, Oed, Oehling, Preinsbach, Schönbichl, Sindelburg, Stephanshart, Ulmerfeld, Viehdorf, Wallsee, Winklarn und Zeillern.
Der Amtsbezirk umfasste dabei 20 Gemeinden mit 14.375 Einwohnern (lt. Zählung von 1851).